# Уважени господин
Уважени господин (енгл. The Distinguished Gentleman) амерички је филм из 1992. године у режији Џонатана Лина, по сценарију Мартија Каплана и Џонатана Рејнолдса. Главне улоге тумаче: Еди Марфи, Лејн Смит и Шерил Ли Ралф.
Радња филма је усредсређена на политику, посебно на оно што чланови Конгреса и лобисти раде да би добили оно што желе у Вашингтону, Д.Ц.

## Радња
Преварант са Флориде Томас Џеферсон Џонсон одлучује да се кандидује за Конгрес САД и тамо заради лобирањем. Да би постигао овај циљ, користи чињеницу да је његово кратко име - Џеф Џонсон - исто као име недавно преминулог конгресмена и да води нискобуџетну предизборну кампању. Побеђује и одлази у Вашингтон. У почетку му посао у Вашингтону иде добро, али онда почиње да увиђа како похлепа и корупција отежавају решавање проблема, а такође и да активности електропривреде изазивају рак код деце у малом граду.
Покушавајући да реши ова питања, конгресмен Џонсон сазнаје да га је преварио председник Комитета за енергетику и индустрију Дик Доџ. Џонсон разоткрива Доџа као корумпираног. До краја филма, јасно је да ће Џонсон бити избачен из Конгреса због начина на који је изабран, али он пркосно изјављује: „Ја ћу се кандидовати за председника!”